# Ludwig Lenhart
Ludwig Lenhart (* 29. Januar 1902 in Gernsheim; † 20. Januar 1971 in Mainz) war ein katholischer Theologe und Historiker.

## Leben
Ludwig Lenhart wurde früh Vollwaise und daher von seinem Onkel Georg Lenhart erzogen. Er wuchs zunächst in Gernsheim am Rhein auf, ging dort zur Volksschule. Nach dem Tod seiner Eltern besuchte er das Gymnasium in Bensheim, wo er bei seinem Onkel lebte. Nach dem Abitur erhielt Lenhart eine theologische Ausbildung am Mainzer Priesterseminar. Am 20. März 1928 empfing er durch Bischof Ludwig Maria Hugo die Priesterweihe. Bereits vom 16. April 1926 bis zum 16. September 1930 wirkte er an der Pfarrkirche St. Peter in Heppenheim als Kaplan. 1930 wurde Lenhart beurlaubt, um an der Universität Freiburg seine theologischen Studien zu vertiefen. Dort wurde er maßgeblich von Ludwig Andreas Veit beeinflusst, der sein Heimats-, Volks- und Kirchenbewusstsein schärfte und zu dessen literarischen Arbeiten er später eine Bibliografie erstellte. Bei Veit, der ab 1925 Archivar des Bistums Mainz war, wurde er mit der Arbeit Seelennot aus Lebensenge. Das Problem Lebensraum und Sittlichkeit nach Bischof W. E. v. Ketteler promoviert. Die Promotionsarbeit zu Bischof Wilhelm Emmanuel von Ketteler wurde zum Leitmotiv für sein weiteres Leben als Theologe und Kirchenhistoriker, die in einer dreibändigen Biografie des Arbeiterbischofs (Mainz 1966–1968) mündete.
1932 bis 1936 war er Kaplan in der Pfarrgemeinde St. Marien in Offenbach am Main, einer vorwiegend aus Arbeitern bestehenden Kirchengemeinde. Am 16. Oktober 1936 wurde ihm ein Lehrauftrag für Kirchengeschichte, verbunden mit der zweiten Assistentenstelle am Mainzer Priesterseminar, übertragen. Den Mainzer Kreis wählte er zum Thema seiner Habilitationsschrift, die er 1936 unter dem Titel: Die erste Mainzer Theologenschule des 19. Jahrhunderts (1805-1830) veröffentlichte.
Bereits seit 1945 gab es Bestrebungen, eine überdiözesane kirchenhistorische Vereinigung zu bilden, die 1946 zur Gründung der Gesellschaft für mittelrheinische Kirchengeschichte führte. Ludwig Lenhart wurde zu deren stellvertretenden Vorsitzenden bestellt. Kurz nach der Wiedereröffnung der Johannes Gutenberg-Universität Mainz wurde Lenhart 1946 an der dortigen Katholisch-Theologischen Fakultät zum Ordinarius für Kirchengeschichte und Patrologie berufen. 1968 wurde er emeritiert.